# Scopulophila rixfordii
Scopulophila rixfordii är en nejlikväxtart som först beskrevs av Brandeg., och fick sitt nu gällande namn av Philip Alexander Munz och Johnston. Scopulophila rixfordii ingår i släktet Scopulophila och familjen nejlikväxter. Inga underarter finns listade i Catalogue of Life.

## Bildgalleri

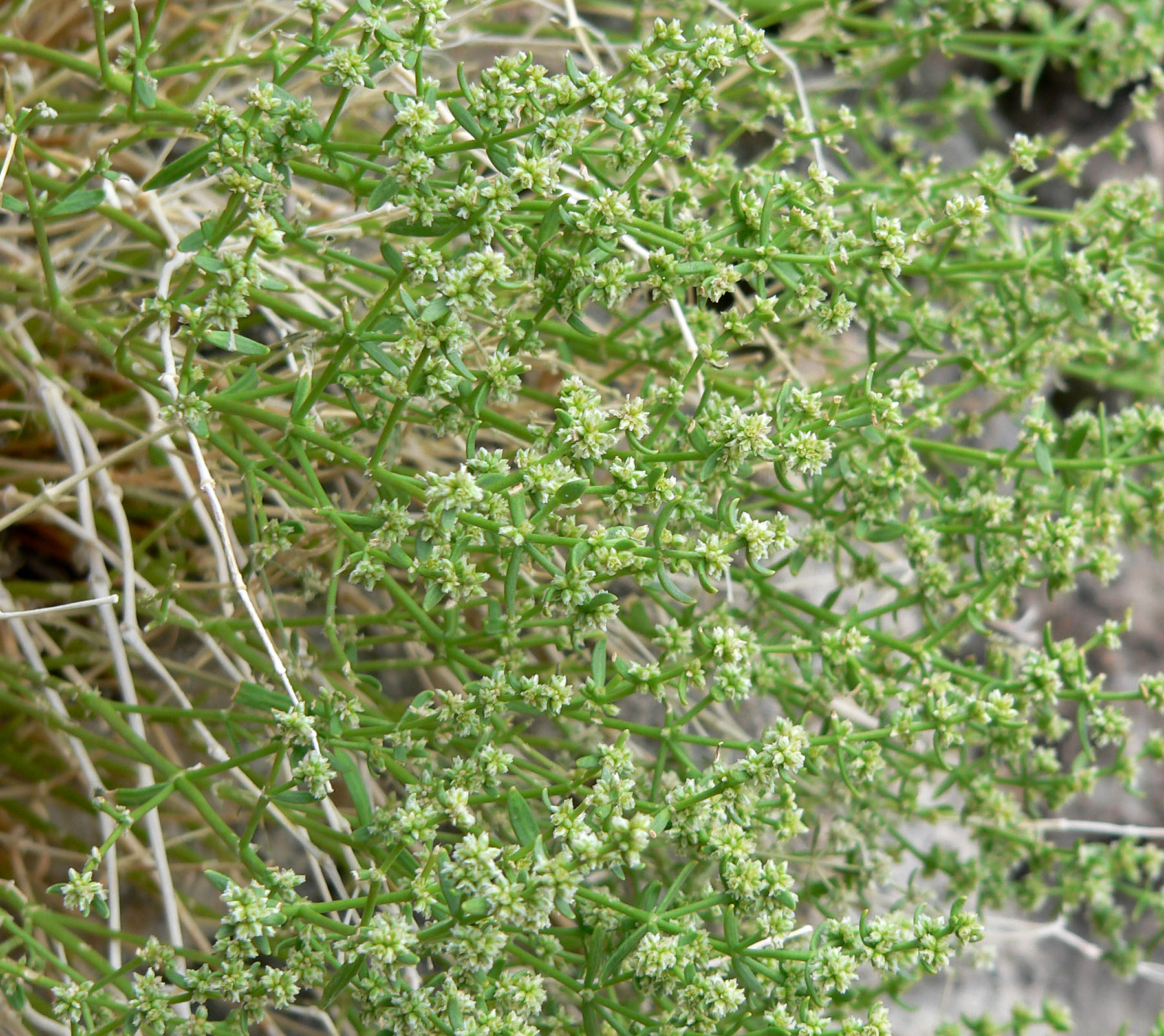
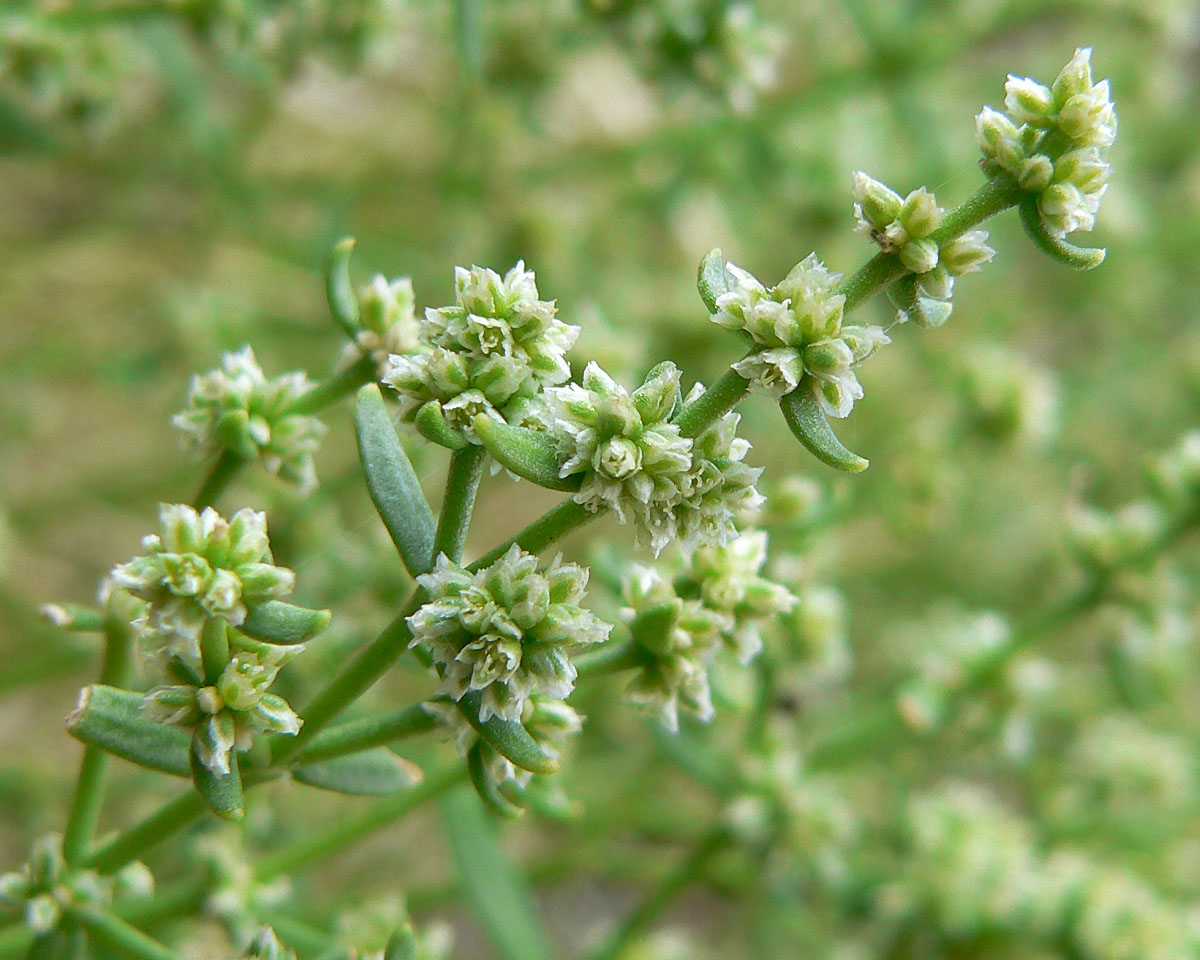
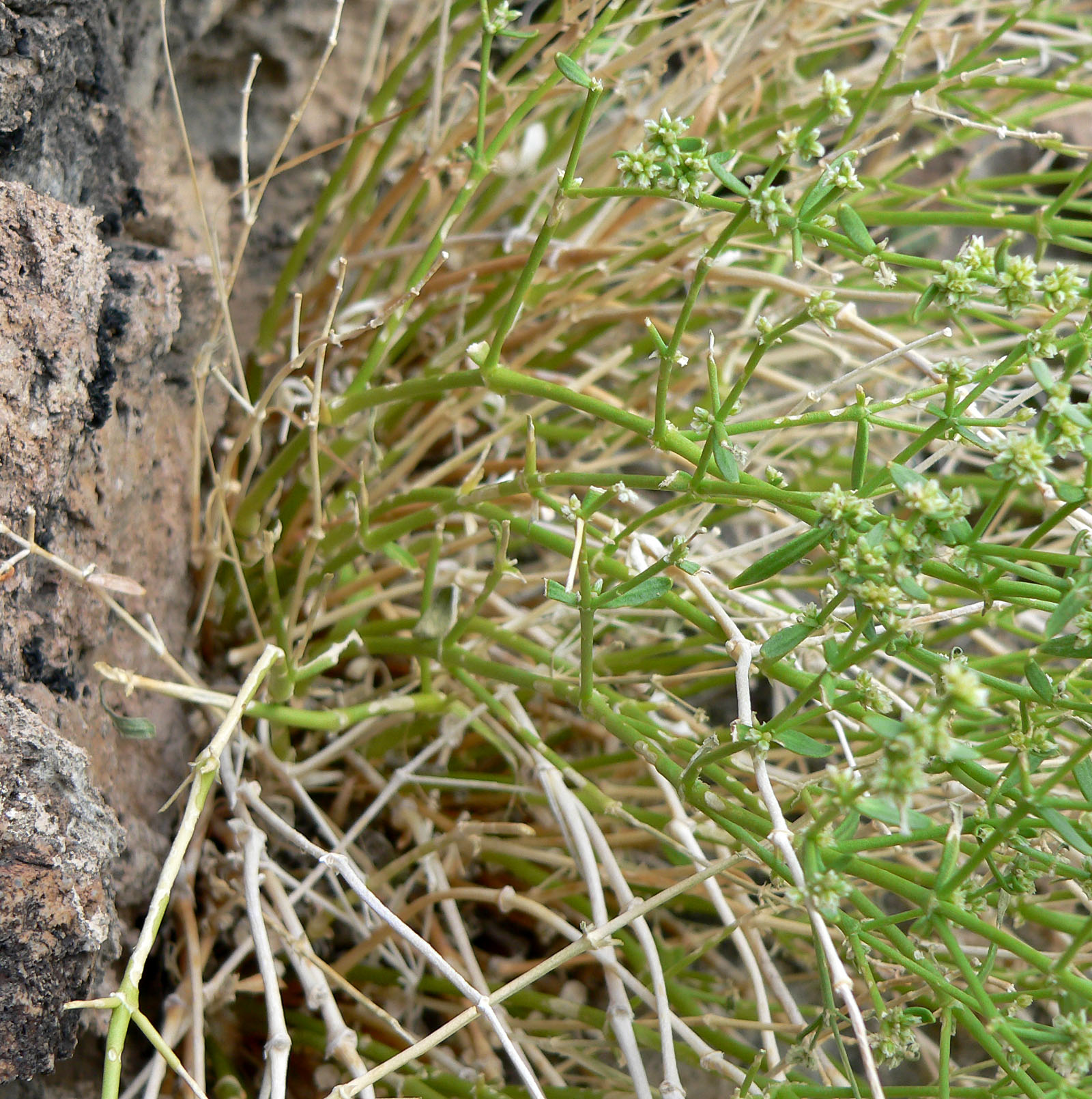
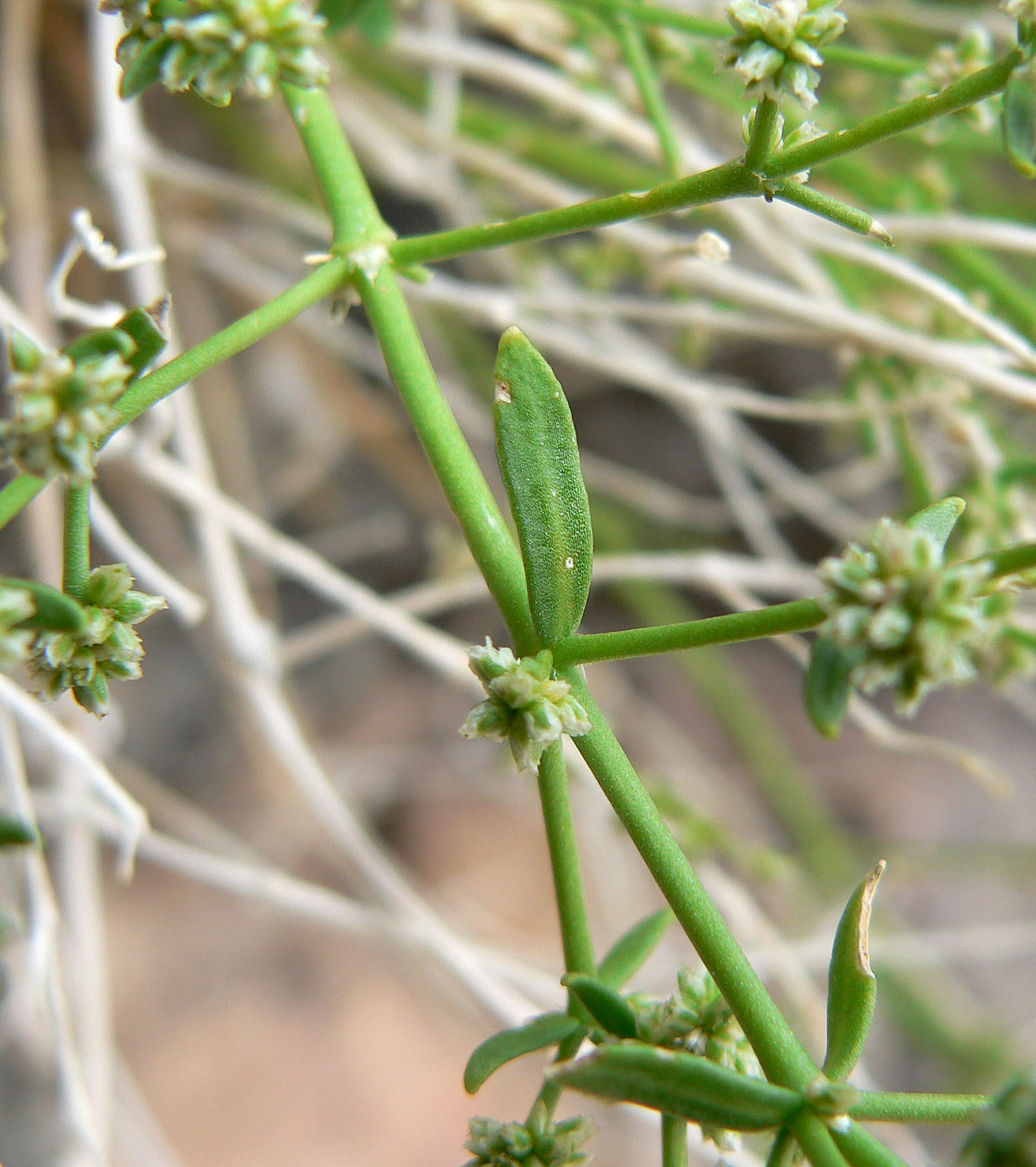